# Liste der Mitglieder der Deutschen Akademie der Naturforscher Leopoldina/1908
Die Liste der Mitglieder der Deutschen Akademie der Naturforscher Leopoldina für 1908 enthält alle Personen, die im Jahr 1908 zum Mitglied ernannt wurden. Insgesamt gab es 16 neu gewählte Mitglieder.

## Neu gewählte Mitglieder
| Nr.  | Name                              | Geboren       | Aufnahme | Gestorben     | Fachsektion                                     | Bild                           |
| ---- | --------------------------------- | ------------- | -------- | ------------- | ----------------------------------------------- | ------------------------------ |
| 3253 | Stanislaus Jolles                 | 25. Juli 1857 | 18. Jan. | 14. Feb. 1942 | Mathematik und Astronomie                       |                                |
| 3254 | Wilhelm Ellenberger               | 28. März 1848 | 24. Jan. | 5. Mai 1929   | Zoologie und Anatomie Physiologie               |                                |
| 3255 | Wilhelm Herman Olaf Madsen        | 11. Apr. 1844 | 5. Feb.  | 14. Juni 1917 | Mathematik und Astronomie                       | Wilhelm Herman Olaf Madsen     |
| 3256 | Kurt Wilhelm Sebastian Hensel     | 29. Dez. 1861 | 26. Feb. | 1. Juni 1941  | Mathematik und Astronomie                       | Kurt Wilhelm Sebastian Hensel  |
| 3257 | Heinrich Friedrich August Mertens | 3. Jan. 1864  | 20. Jul. | 1. Jan. 1931  | Anthropologie, Ethnologie und Geographie        |                                |
| 3258 | Friedrich Wilhelm Julius Schenck  | 14. Aug. 1862 | 20. Jul. | 22. März 1916 | Physiologie                                     |                                |
| 3259 | Otto Wilhelm Thilo                | 15. Mai 1848  | 27. Jul. | 12. Sep. 1917 | Zoologie und Anatomie Wissenschaftliche Medizin |                                |
| 3260 | Max Richard Constantin Verworn    | 4. Nov. 1863  | 28. Jul. | 23. Nov. 1921 | Physiologie                                     | Max Richard Constantin Verworn |
| 3261 | Hans Thierfelder                  | 22. Feb. 1858 | 4. Aug.  | 11. Nov. 1930 | Physiologie                                     |                                |
| 3262 | Jean Gaston Darboux               | 14. Aug. 1842 | 4. Aug.  | 23. Feb. 1917 | Mathematik und Astronomie                       | Jean Gaston Darboux            |
| 3263 | Johannes Georg Hagen              | 6. März 1847  | 4. Aug.  | 5. Sep. 1930  | Mathematik und Astronomie                       |                                |
| 3264 | Vito Volterra                     | 3. Mai 1860   | 4. Aug.  | 11. Okt. 1940 | Mathematik und Astronomie                       | Vito Volterra                  |
| 3265 | Giuseppe Cuboni                   | 2. Feb. 1852  | 7. Aug.  | 3. Nov. 1920  | Botanik                                         | Giuseppe Cuboni                |
| 3266 | Johann Christian Albert Hauswaldt | 20. Juni 1851 | 13. Nov. | 27. März 1909 | Physik und Meteorologie                         |                                |
| 3267 | August Lydtin                     | 11. Juli 1834 | 19. Nov. | 21. Aug. 1917 | Zoologie und Anatomie                           |                                |
| 3268 | Max Von Frey                      | 16. Nov. 1852 | 21. Dez. | 25. Jan. 1932 | Physiologie                                     |                                |